# کیس فان دنگن

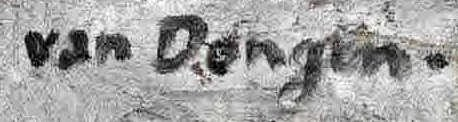
نمونه امضای دنگن

کرنلیس تئودوروس ماریا فان دُنگن (به هلندی: Cornelis Theodorus Maria van Dongen) شناخته‌شده با نام کیس فان دُنگن (Kees van Dongen)‏ (۲۶ ژانویهٔ ۱۸۷۷ — ۲۸ مه ۱۹۶۸) نقاش هلندی-فرانسوی و از نمایندگان برجستهٔ جنبش فوویسم بود. او برای تک‌چهرههایش از زنان جذاب با چشمان درشت و لب‌های قرمز شناخته می‌شود.

## زندگی‌نامه
دنگن در نوجوانی در آکادمی سلطنتی هنرهای زیبا در رتردام به تحصیل هنر پرداخت. ۲۰ سال داشت که به پاریس رفت. او نخست به عنوان نقاشی امپرسیونیست کار می‌کرد تا اینکه کم‌کم رنگ‌های آثارش زنده و چشمگیر شدند. در سال ۱۹۰۵ در نمایشگاه جنجالی سالن پاییزه همکاری کرد و با آنری ماتیس که از فوویسمها بود آشنا شد.
دنگن در سال ۱۹۰۸ با گروه آلمانی جنبش هیجان‌نمایی بروکه، نمایشگاهی را برگزار نمود. وانگهی همواره به فوویسم وفادار ماند. تک‌چهره‌های رنگین او در اواخر جنگ جهانی اول بسیار محبوب بودند.